# Lagenantha nogalensis
Lagenantha nogalensis är en amarantväxtart som beskrevs av Emilio Chiovenda. Lagenantha nogalensis ingår i släktet Lagenantha och familjen amarantväxter. Utöver nominatformen finns också underarten L. n. papillosa.